# San-Giuliano
San-Giuliano är en kommun i departementet Haute-Corse på ön Korsika i Frankrike. Kommunen ligger i kantonen Campoloro-di-Moriani som tillhör arrondissementet Bastia. År 2022 hade San-Giuliano 787 invånare.

## Befolkningsutveckling
Antalet invånare i kommunen San-Giuliano
Referens:INSEE